# Hermann Bahr

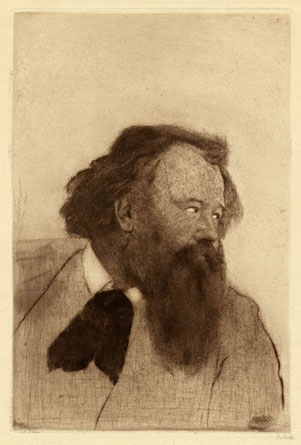
Hermann Bahr (1904, por Emil Orlik)

Hermann Bahr (Linz, 19 de julho de 1863 - 15 de janeiro de 1934) era um escritor, dramaturgo, diretor e crítico austríaco.

## Biografia
Nascido e criado em Linz, Bahr estudou em Viena, Graz, Czernowitz e Berlim, dedicando atenção especial à filosofia, economia política, filologia e direito. Durante uma longa estada em Paris, ele descobriu seu interesse pela literatura e pela arte. Ele começou a trabalhar como crítico de arte, primeiro em Berlim, depois em Viena. Em 1890 ele se tornou editor associado do Berliner Freie Bühne (Berlin Free Stage), e mais tarde tornou-se editor associado e crítico do Deutsche Zeitung (Jornal Alemão). Em 1894, ele começou a publicar o Die Zeit (The Times) e também foi editor do Neue Wiener Tagblatt (New Vienna Daily Flyer) e do Oesterreichische Volkszeitung (jornal popular austríaco).
Em 1906–07, Bahr trabalhou com Max Reinhardt como diretor no German Theatre (Alemão: Deutsches Theatre) em Berlim, e a partir de 1918 ele foi um dramaturgo com o Vienna Burgtheater.
Porta-voz do grupo literário Young Vienna, Bahr foi um membro ativo da vanguarda austríaca, produzindo críticas e peças impressionistas. A associação de Bahr com os literatos da cafeteria fez dele um dos principais alvos do jornal satírico Die Fackel (A Tocha) de Karl Kraus depois que Kraus se desentendeu com o grupo.
Bahr foi o primeiro crítico a aplicar o rótulo de modernismo a obras literárias e foi um dos primeiros observadores do expressionismo. Seus papéis teóricos foram importantes na definição de novas categorias literárias. Suas 40 peças e cerca de 10 romances nunca alcançaram a qualidade de seu trabalho teórico. Ele morreu, aos 70 anos, em Munique.

## Ficção, selecionada

### Peças
- O novo povo (Die neuen Menschen – 1887)
- A Mãe (Die Mutter – 1891)
- Das Tschaperl (1897)
- Der Star (1899)
- Wienerinnen (1900)
- Der Krampus (1902)
- Ringelspiel (1907)
- O Concerto (Das Konzert – 1909)
- The Children (Die Kinder – 1911)
- Das Prinzip (1912)
- Der Querulant (1914)
- O Mestre (Der Meister – 1904)

### Contos e novelas
- A Escola do Amor (Die gute Schule. Seelenstände – 1890)
- Fin de siècle (1891)
- Die Rahl (1908)
- O Mensch (1910)
- Österreich in Ewigkeit (1929)

## Não ficção, selecionada

### Ensaios
- Zur Kritik der Moderne (1890)
- Die Überwindung des Naturalismus (1891)
- Symbolisten (1894)
- Wiener Theater (1899)
- Frauenrecht (1912) Projeto da eLibrary Austria (texto completo elib austria
- Inventur (1912)
- Expressionismus (1916)
- Burgtheater (1920)

### Livros
- Theater (1897)
- Drut (1909)
- Himmelfahrt (1916)
- Die Rotte Korahs (1919)
- Auto-retrato (Selbstbildnis – 1923), uma autobiografia